# IF Björklöven
IF Björklöven, eller i daglig tale bare "Löven", er en ishockeyklub beliggende i Umeå, Västerbottens län, i Sverige.
Klubben har vundet det svenske mesterskab 1 gang, i 1987.
| Sport | Spire Denne artikel om sport er en spire som bør udbygges. Du er velkommen til at hjælpe Wikipedia ved at udvide den. |